# 小行星10387
小行星10387（10387 Bepicolombo）是一颗绕太阳运转的小行星，为主小行星带小行星。该小行星于1996年10月18日发现。

## 轨道参数
小行星10387的轨道半长轴为2.6828919 UA，离心率为0.164。